# Hans Carl Knudtzon
Hans Carl Knudtzon (Bredstedt, 29 gennaio 1751 – Trondheim, 16 dicembre 1823) è stato un politico e armatore norvegese.

## Biografia
Era il figlio di un mercante  tedesco Nicolai Knudtzen (1698-1785), e di sua moglie, Magdalena  Clausen (1726-1803). Suo fratello era Nicolai Knudtzon (1757-1842), che divenne uno dei mercanti più importanti della città di Kristiansund.

## Matrimonio
Sposò, il 1 gennaio 1779, Karen Müller (1752-1818). Ebbero sei figli:
- Frederik Nicolai (1779-1823)
- Jørgen (1784-1854)
- Christian (1787-1870)
- Broder (1788-1864)
- Magdalena Boletta (1779-1803)
- Sarah Marie (1782-1854)[3]

## Carriera
Nel 1767, si recò a Trondheim dove fu apprendista di Broder Brodersen Lysholm. Alla sua morte, la sua vedova Catharina Meincke Lysholm ereditò ingenti somme di denaro e continuò gli affari di suo marito insieme a Knudtzon. Dopo un po' di tempo, Knudtzon divenne unico proprietario del business, che alla fine è stata ribattezzata Hans Knudtzon & Co. L'azienda divenne una delle attività commerciali più importanti di Trondheim.
Knudtzon è stato anche impegnato in politica: fu eletto vice borgomastro di Trondheim nel 1789 e borgomastro nel 1802. Fu coinvolto nelle vicende politiche che circondavano la costituzione 1814. Un biografo lo descrisse come un uomo influenzato dalle idee liberali della Gran Bretagna. Nel 1788, divenne membro della Società Reale norvegese delle Scienze e Lettere .